# 코시체

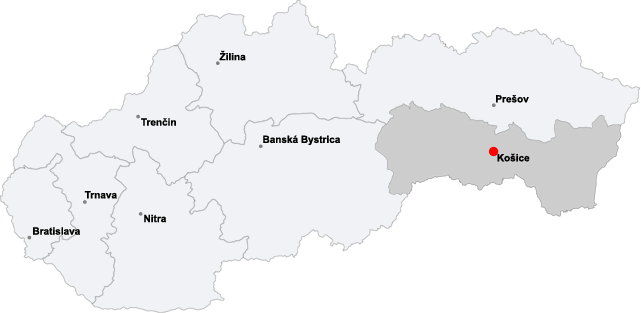
코시체의 위치

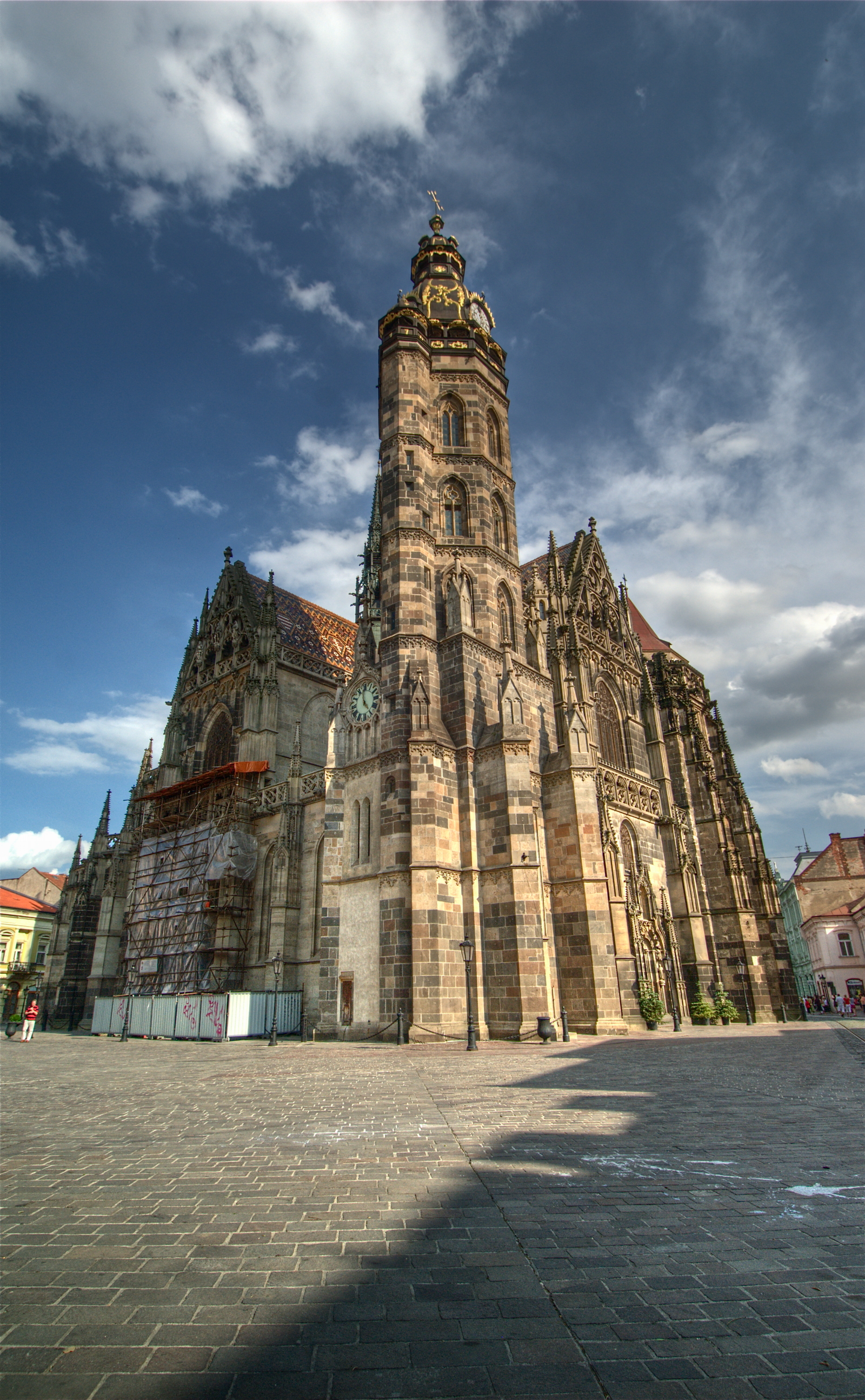
코시체의 성 엘리자베스 성당

코시체(슬로바키아어: Košice, 라틴어: Cassovia 카소비아[*], 독일어: Kaschau 카샤우[*], 헝가리어: Kassa 커서[*], 폴란드어: Koszyce, 루신어: Кошице, 롬어: Kasha)는 슬로바키아에 위치한 도시로 코시체 주의 주도이다. 인구는 브라티슬라바 다음으로 제일 많은 24만 2천 명(2001년)이다. 여자 테니스 선수인 마르티나 힝기스의 고향이다.

## 지리 및 산업
슬로바키아 동부에 위치한 현대적인 공업 도시이다. 호르나트강에 접해 있으며 헝가리 국경까지는 20킬로미터, 우크라이나의 국경까지는 80킬로미터 떨어져 있다. 가까운 이웃 도시로는, 북쪽으로 30킬로미터 떨어진 프레쇼우, 남서쪽으로 75킬로미터 떨어진 헝가리의 미슈콜츠, 동쪽으로 80킬로미터 떨어진 우크라이나의 우지호로드이다.

## 역사
1290년에 헝가리 왕국의 영향력 아래에서 도시로 승인받았다. 교역로의 요충지였기 때문에, 중세에는 상공업이 발달했다. 제1차 세계대전 뒤에는 트리아농 조약으로 체코슬로바키아령이 되었지만 1938년에 헝가리로 편입되었다. 제2차 세계 대전 말에는 코시체 임시정부가 지어져서 제2차 세계 대전 뒤에는 코시체 정부 강령이 이곳에서 시작되었다. 1993년에 체코와 슬로바키아가 분리되면서 슬로바키아의 영토로 편입되었다.

## 인구
| 연도 | 인구    | ±%     |
| ---- | ------- | ------ |
| 1869 | 21,700  | —      |
| 1890 | 28,900  | +33.2% |
| 1910 | 44,200  | +52.9% |
| 1921 | 52,900  | +19.7% |
| 1930 | 70,111  | +32.5% |
| 1950 | 60,700  | −13.4% |
| 1961 | 79,400  | +30.8% |
| 1970 | 149,555 | +88.4% |
| 1980 | 202,368 | +35.3% |
| 1991 | 235,160 | +16.2% |
| 2001 | 236,093 | +0.4%  |
| 2011 | 240,688 | +1.9%  |
| 2021 | 229,040 | −4.8%  |

## 기후
| 코시체의 기후                                         | 코시체의 기후 | 코시체의 기후 | 코시체의 기후 | 코시체의 기후 | 코시체의 기후 | 코시체의 기후 | 코시체의 기후 | 코시체의 기후 | 코시체의 기후 | 코시체의 기후 | 코시체의 기후 | 코시체의 기후 | 코시체의 기후 |
| 월                                                    | 1월           | 2월           | 3월           | 4월           | 5월           | 6월           | 7월           | 8월           | 9월           | 10월          | 11월          | 12월          | 연간          |
| ----------------------------------------------------- | ------------- | ------------- | ------------- | ------------- | ------------- | ------------- | ------------- | ------------- | ------------- | ------------- | ------------- | ------------- | ------------- |
| 역대 최고 기온 °C (°F)                                | 13.2 (55.8)   | 16.4 (61.5)   | 25.4 (77.7)   | 28.7 (83.7)   | 32.0 (89.6)   | 36.0 (96.8)   | 38.5 (101.3)  | 37.4 (99.3)   | 34.1 (93.4)   | 26.6 (79.9)   | 22.4 (72.3)   | 13.4 (56.1)   | 38.5 (101.3)  |
| 일평균 최고 기온 °C (°F)                              | 1.0 (33.8)    | 3.7 (38.7)    | 9.9 (49.8)    | 16.5 (61.7)   | 21.2 (70.2)   | 24.8 (76.6)   | 26.6 (79.9)   | 26.8 (80.2)   | 21.2 (70.2)   | 14.8 (58.6)   | 8.2 (46.8)    | 1.8 (35.2)    | 14.7 (58.5)   |
| 일일 평균 기온 °C (°F)                                | −1.9 (28.6)   | 0.0 (32.0)    | 4.7 (40.5)    | 10.9 (51.6)   | 15.5 (59.9)   | 19.2 (66.6)   | 20.8 (69.4)   | 20.5 (68.9)   | 15.2 (59.4)   | 9.7 (49.5)    | 4.5 (40.1)    | −0.7 (30.7)   | 9.9 (49.8)    |
| 일평균 최저 기온 °C (°F)                              | −4.8 (23.4)   | −3.6 (25.5)   | 0.0 (32.0)    | 5.0 (41.0)    | 9.6 (49.3)    | 13.2 (55.8)   | 14.8 (58.6)   | 14.6 (58.3)   | 10.1 (50.2)   | 5.3 (41.5)    | 1.2 (34.2)    | −3.3 (26.1)   | 5.2 (41.4)    |
| 역대 최저 기온 °C (°F)                                | −26.9 (−16.4) | −22.3 (−8.1)  | −17.1 (1.2)   | −7.3 (18.9)   | −2.6 (27.3)   | −0.4 (31.3)   | 4.2 (39.6)    | 2.7 (36.9)    | −3.4 (25.9)   | −8.6 (16.5)   | −14.0 (6.8)   | −21.3 (−6.3)  | −26.9 (−16.4) |
| 평균 강수량 mm (인치)                                 | 25.7 (1.01)   | 26.8 (1.06)   | 23.6 (0.93)   | 42.4 (1.67)   | 69.4 (2.73)   | 87.5 (3.44)   | 93.5 (3.68)   | 66.5 (2.62)   | 50.1 (1.97)   | 51.1 (2.01)   | 40.2 (1.58)   | 36.1 (1.42)   | 613.0 (24.13) |
| 평균 강수일수 (≥ 1.0 mm)                              | 12.7          | 10.8          | 9.0           | 10.8          | 13.3          | 13.4          | 12.9          | 9.7           | 10.7          | 11.0          | 11.9          | 14.2          | 140.4         |
| 평균 강설일수                                         | 14.0          | 10.9          | 5.0           | 1.5           | 0.0           | 0.0           | 0.0           | 0.0           | 0.0           | 0.5           | 4.8           | 12.7          | 50.4          |
| 평균 상대 습도 (%)                                    | 84.5          | 78.7          | 68.4          | 61.7          | 66.0          | 66.8          | 67.0          | 66.3          | 71.6          | 78.1          | 83.5          | 86.0          | 73.2          |
| 평균 월간 일조시간                                    | 57.0          | 83.9          | 155.5         | 200.5         | 239.9         | 253.4         | 258.9         | 264.7         | 189.4         | 131.0         | 66.7          | 41.0          | 1,941.9       |
| 출처 1: 세계기상기구 (평년값: 1991년~2020년)          |               |               |               |               |               |               |               |               |               |               |               |               |               |
| 출처 2: 슬로바키아 수문기상연구소 (극값: 1951년~현재) |               |               |               |               |               |               |               |               |               |               |               |               |               |

## 행정 구역
코시체는 4개의 행정 구역과 22개의 도시로 나뉘어 있다.
| 코시체의 행정 구역     | 코시체의 행정 구역                                                          |
| 구                     | 도시                                                                        |
| ---------------------- | --------------------------------------------------------------------------- |
| 코시체 I(Košice I)     | 중글랴, 카베차니, 세베르, 실들리스코차하노프체, 스타레메스토, 차하노프체    |
| 코시체 II(Košice II)   | 로린치크, 루니크 IX, 미슬라바, 페레슈, 폴료프, 시들리스코 KVP, 샤차, 자파드 |
| 코시체 III(Košice III) | 시들리스코다르고프스키흐흐르디노프, 코시츠카노바베스                        |
| 코시체 IV(Košice IV)   | 바르차, 유흐, 크라스나, 나트야제롬, 셰바스토프체, 비슈네오파츠케            |

## 1850년대 이후의 인구 변화
S=슬로바키아인, H=헝가리인, G=독일인, C=체코인, P=폴란드인
- 1850: ?% S, 39,71% H, ?% G
- 1880: 42% S, 41% H, 17% G (26 097 inh.)
- 1900: 23% S, 67% H, 9% G
- 1910: 14,8% S, 75,4 % H, 7,2% G, 1,8 P (some 44 000 inh.)[4]
- 1930: 60,2% S/C, 16,4% H, 4,7% G, 8,1% 유대인 (70 117 inh.) (유대인들은 1910년 조사에서 제외됨)
- 1950: 95% S/C, ?% H, ?% G, 0% 유대인
- 1970: 95% S/C, 3,9% H, ?% G
- 2001: 91% S/C, 3,78% H, 0,16% G, 2,8% 집시

## 자매결연 도시
| - 부다페스트, 헝가리 - 부르사, 터키 - 코트부스, 독일 - 미슈콜츠, 헝가리 - 모빌, 미국 - 니시, 세르비아 - 오스트라바, 체코 | - 플로브디프, 불가리아 - 라헤, 핀란드 - 제슈프, 폴란드 - 상트페테르부르크, 러시아 - 우지호로드, 우크라이나 - 베로나, 이탈리아 - 부퍼탈, 독일 |